# Angst
 For alternative betydninger, se Angst (flertydig). (Se også artikler, som begynder med Angst)
Angst er en følelse af frygt, som ikke har en klar årsag. Der skelnes normalt mellem frygt og angst på den måde, at frygt har en påviselig årsag (for eksempel frygt for naboens hund), mens angst er mere diffus, uden en umiddelbart påviselig årsag. Angsten er indefrakommende. ("Jeg er så bange, men jeg ved ikke, hvad jeg er bange for.").
Angst er en fællesbetegnelse for nogle psykiske tilstande. Betegnelsen anvendes både inden for teologi, filosofi, sociologi, psykologi og psykiatri.
Der findes mange teorier om angst, og der er ikke enighed om forståelsen af fænomenet. Alene inden for psykologien og psykiatrien kan angst både omfatte en almenmenneskelig angstfølelse (normal angst) og en række symptomtilstande eller angstlidelser (sygelig angst).
Inden for psykiatrien diagnosticeres angstlidelser som panikangst, socialfobi, generaliseret angst, agorafobi, enkeltfobi, tvangstilstande og posttraumatisk belastningsreaktion (som alle forklares nedenfor). Først følger en kort definition af hver af angsttilstandene og derefter en række forklaringer på angsttilstande med de terapiformer, der anbefales af Sundhedsstyrelsen.

## Angsttilstande
Angsttilstande er ret almindelige i den danske befolkning. Det skønnes, at mellem 15 og 25 % af alle danskere på et tidspunkt udvikler en angstlidelse. Flere mener derfor, at angst kan anses som den oftest forekommende mentale lidelse i Danmark, hvor op til 400.000  vil opleve symptomer på angst på et år. De hyppigste er enkeltfobi og socialangst fulgt af agorafobi, generaliseret angst, posttraumatisk belastningsreaktion, tvangstilstande og panikangst. Lidt højere for kvinder.

### Panikangst
Panikangst karakteriseres af voldsomme og uventede panikanfald. Anfaldet er oftest kort og intenst. Det er meget almindeligt, at det handler om at dø, miste kontrollen og blive sindssyg. De kropslige symptomer kan indebære hjertebanken, brystsmerter, svimmelhed eller følelsen af at besvime, hyperventilering, kulde- eller varmebølger, rystelser i kroppen, svedeture eller kvalme.
Panikangst opstår tit helt uventet, men det er almindeligt at knytte anfaldet til de steder, hvor angsten er opstået. Det fører gerne til undgåelse af stederne. Det begrænser bevægelsesfriheden og kan indebære en vis forventningsangst. Man kan flere timer i forvejen være medtaget af angst.

### Socialangst
Socialfobi opleves som anspændthed og ubehag ved at være sammen med andre. Man oplever sig som utilstrækkelig, tænker at man er forkert, skammer sig over at være nervøs og frygter, at de andre skal opdage, hvordan man har det. Socialangst handler helt centralt om angst for andres blik og den fordømmelse, som man antager følger efter deres opmærksomhed.
De fysiske symptomer er rysten på hænderne, opkastfornemmelser eller rødmen. Den er mindre intens end et panikanfald, men til gengæld kan de strække sig over flere timer eller dage.

### Enkeltfobi
Enkeltfobier knytter sig til bestemte ting som edderkopper (araknofobi), fugle, mus, højder, torden, mørke, at flyve, lukkede rum, at gå på offentlige toiletter, tandlægebesøg, synet af blod eller sår og angst for at blive smittet af sygdom. De fleste kender sådanne angstvoldende situationer, men diagnosen bør kun bruges, når en betydelig gene indskrænker livsudfoldelse.

### Agorafobi
Agorafobi betyder angst for åbne pladser – og opleves som angst ved at forlade hjemmet. Angsten kan gøre, at man ikke kan gå i butikker, opholde sig i store forsamlinger eller på offentlige steder. Det betyder også, at man er afskåret fra at rejse, fordi man ikke kan færdes i bus, tog eller fly. Dette har ofte at gøre med tanker om at falde om og blive hjælpeløs, hvor man ikke forventer, at nogen vil hjælpe en, men blot kigge kritisk til.

### Generaliseret angst
Generaliseret angst er en vedvarende angsttilstand, som ikke hænger sammen med bestemte situationer. Den kommer til udtryk som en grundfølelse af angst eller ængstelse. Ofte ledsages den af anspændthed og bekymring over for dagligdagens begivenheder og problemer og i forbindelse med mulige ulykker i fremtiden. De mest fremtrædende symptomer er klager over vedvarende nervøsitet, rysten, muskelspændinger, svedtendens, hjertebanken, svimmelhed, trykken i maven og søvnbesvær. Generaliseret angst optræder ofte sammen med depression.

### Tvangstilstande
Tvangstilstand kaldes obsessiv-kompulsiv tilstand. Dette betyder en tilstand, der er præget af tvangstanker (obsessioner) og tvangshandlinger (kompulsioner). Tvangstanker er ofte voldsomme, ubehagelige tanker, som optræder igen og igen – og medfører angst, stress samt mange gange skyldfølelse og selvbebrejdelse. De handler tit om en fornemmelse af at have gjort noget forkert, om at gøre skade på andre og om at blive syg.
Tvangshandlinger handler oftest om at neutralisere tvangstankerne. Man har en fornemmelse af, at bestemte, ofte gentagne handlinger kan afbøde de konsekvenser, som tankerne drejer sig om. Handlingerne kan være åbenlyse (som håndvask) eller skjulte (som rim, remser og ritualer).

### Posttraumatisk belastningsreaktion
Posttraumatisk belastningsreaktion – eller oplevelsen af angst i flere år efter en psykisk traumatisk begivenhed – opstår efter katastrofale hændelser som overfald, ulykker, naturkatastrofer, krig, dødstrusler og tortur. Man oplever ofte påtrængende erindringer eller såkaldte flashbacks og mareridt. Mange forsøger at undgå disse ængstelser ved at isolere sig for ikke at blive mindet om det), drikke alkohol og forsøge at undlade at sove.

## Forklaringer på angst
Der er ingen lette forklaringer på, hvad angsttilstande er. Som med alle psykiske lidelser er både arvemæssige, sociale og psykologiske aspekter sandsynligvis relevante. I det følgende omtales for det første kognitiv adfærdsterapi, som behandler de belastende symptomer. Dernæst omtales også interpersonel psykoanalyse, som behandler angsten mere indirekte, men samtidig fokuserer på aspekter, som ikke er fremtrædende i kognitiv terapi.

## Angstterapier

### Kognitiv terapi
Det centrale begreb i kognitiv terapi i forbindelse med angst er katastrofetanker. Katastrofetankerne handler om at dø, blive sindssyg, miste kontrollen og at blive set ned på af andre. Det ligner et videnskabeligt faktum, at de frygtede konsekvenser vil indtræffe.
Tankerne er ikke realistiske, men føles realistiske på grund af angsten. Terapien handler om at mindske overbevisningen om eksempelvis at skulle dø. Det kan gøres ved kritisk at undersøge de tanker, som viser, hvordan man fortolker en situation. Hvis man får et panikanfald, og i denne forbindelse har smerter i brystet, er det meget almindeligt at have tanker om at få et hjertetilfælde og dø. Første gang det sker er det vigtigt at opsøge læge, for hjertetilfælde er ikke ualmindelige. Hvis lægen dog siger, at man har et sundt hjerte, så vil det være en urealistisk fortolkning – næste gang man får et panikanfald – at man nu får et hjertetilfælde. I sådanne tilfælde kan det være til stor hjælp at have en alternativ forklaring: at man har et angstanfald og have indgående kendskab til, hvad det indebærer.
Hvis man kritisk undersøger sin tanke (at man er ved at få et hjertetilfælde), så kunne man eksempelvis se på de argumenter, man kan finde for, at det er realistisk eller urealistisk. På den ene side banker hjertet hårdt, og man er svimmel – hvilket ses som et bevis på, at man nu skal dø. På den anden side må det dog også siges, at hvis hjertet banker hårdt, og man har et raskt hjerte, så er dette faktisk et godt tegn, som peger i retning af, at man ikke er ved at få et hjerteanfald.
Ligeledes er svimmelhed et godartet symptom, der stammer fra for meget ilt i hjernen, og ikke tyder på, at der er noget galt med hjertet (hvis det altså er lægens konklusion). Dette kan man overbevise sig selv om ved at køre i karrusel (hvilket skaber samme svimmelhed) eller ved at hyperventilere (som også gør en ør i hovedet). Årsagen til svimmelheden er ofte hyperventilation. Denne kritiske undersøgelse vil for de fleste rykke ved overbevisningen om, at man får et hjertetilfælde – også næste gang, man får et angstanfald, da man nu har en mindst lige så realistisk fortolkning som alternativ til at tro, man skal dø. Dette alternativ resulterer gerne i, at angsten mindskes eller udebliver.
Ovenstående eksempel på kognitiv terapi er selvfølgelig ikke dækkende for, hvad kognitiv terapi har at byde på i forbindelse med angst. For det første vil en psykolog først konkret undersøge sammen med klienten, hvilke katastrofetanker, som er på spil, og først derefter tilrettelægge den behandling, som skal sigte på at mindske angsten. For det andet er der også flere andre måder at gå til angsten på – eksempelvis ved at udsætte sig for det, man er bange for i små doser. Hvis man eksempelvis er bange for at gå ud – af angst for, at andre vil se skævt til en – så kan man vove sig ud ganske kort og teste, om andre ser skævt til en. Afhængig af ens specielle livssituation vil man ofte blive positivt overrasket, og eftersom man kun har udsat sig for det frygtede i kort tid heller ikke have været særlig bange.

### Interpersonel psykoanalyse
Interpersonel psykoanalyse er ikke uenig i, at urealistiske fortolkninger kan bide sig selv i halen og føles overbevisende. Forskellen til kognitiv terapi er, at den psykoanalytiske forklaring kigger bredere eller dybere efter årsager til, at patienten fortolker den selvundergravende.
En årsag til angsten kan være, at man føler sig lille og ubetydelig – og ude af stand til at styre de omstændigheder, som indvirker på ens verden. En sådan grundfølelse disponerer en for de katastrofetanker, som karakteriserer angsten – fordi disse katastrofetanker på en måde bare er variationer over det, man hele tiden tænker om sig selv, som så bliver forstærket i angsten. En sådan type ond cirkel kunne eksemplificeres ved, at man normalt føler sig ude af kontrol og får et angstanfald, som i særlig grad viser en, at man ikke har kontrol, hvilket yderlige giver næring til den overbevisning, som gik forud for anfaldet – nemlig at man ikke har nogen kontrol. I interpersonel psykoanalyse vil man ikke fokusere på symptomet som i kognitiv terapi, men snarere søge at ændre den grundopfattelse af en selv, som giver næring til katastrofetankerne.
Hvis man føler, at man ikke er noget særligt, og at verden er meget større og stærkere end en selv, så kan det være betinget af en bredere ond cirkel, som overordnet kan have to årsager:
En ond (interpersonel psykoanalytisk) cirkel kunne se sådan ud: En mand føler sig ikke helt tilpas sammen med andre, fordi han har en følelse af ikke at være accepteret. Det vil sige han forventer, at de andre ikke vil acceptere ham, særligt hvis han kæmper for sine mål og rettigheder. Denne forventning stammer fra de oplevelser, han har haft i folkeskolen, hvor han blev drillet, men når han gjorde oprør, blev det af en eller anden grund altid ham, der fik skæld ud. Det vigtige er dog ikke, hvor forventningen kommer fra, men at den styrer hans livsførelse nu. Han er meget hjælpsom, ja, næsten selvopofrende sammen med andre, netop fordi han tror, at dette er den eneste måde, han kan opnå deres respekt på, fordi han forventer, at de ikke vil respektere ham, hvis han insisterer på ligeberettigelse.
Når han er selvopofrende, så tænker andre mennesker selvfølgelig, at han er venlig og hjælpsom. Problemet er bare, at han også lader til at være lidt irritabel, men aldrig så folk kan finde ud af, hvad der er galt. Særligt kan andre ikke finde ud af ham, hvis de på en eller anden måde spørger ham, om der er noget galt. Han vil ikke sige noget af nervøsitet for konsekvenserne. Det har den effekt, at andre bliver lidt utrygge ved ham, fordi de ikke ved, hvor han står.
Resultatet er, at andre planlægger uafhængigt af ham – hvad enten det er venskabeligt eller arbejdsmæssigt – fordi de ikke er trygge ved ham. Det bliver han såret og sur over, men han forventer ikke at få en god snak med nogen om det og isolerer sig.
Det bliver en ond cirkel, fordi manden i uden indflydelse ser sine antagelser bekræftet. For det første var det godt, at han ikke var åbenlyst utilfreds, for de andre kan åbenbart ikke så godt lide ham. For det andet var det også godt, at han ikke forsøgte at gøre noget ved det, for det ville sikkert ikke være lykkedes. Hans forventning bliver således til en selvopfyldende profeti. På grund af disse tanker om sig selv bliver han efterhånden angst for at gå ud, fordi han forventer, at andre ikke vil acceptere ham.
Hvis man fokuserer dybere end angstsymptomerne, så kan der være to grunde til denne onde cirkel. For det første er manden utryg ved at kæmpe for sin ret. For det andet har han aldrig fået øvet sig i at gøre det på en god måde. Begge dele kan være centrale fokuspunkter hos en psykolog. Utrygheden kan belyses fra talrige sider, og den angste klient kan efterhånden få tryghed ved at være i disse følelser, fordi det er tydeligt, at psykologen ikke ser ned på eller afviser en af den grund. Øvelsen kan også startes sammen med psykologen, der gerne skal være den første til at spille et rollespil, der tydeliggør vanskeligheden i forskellige sociale situationer.

## Stigmatisering[11]
Myter og fordomme om psykiske lidelser kan føre til tabu og stigmatisering af personer, der rammes heraf. Ifølge en undersøgelse gennemført i den danske befolkning svarer 85 %, at det er mere accepteret at have en fysisk end en psykisk lidelse. Denne opfattelse hos den sindslidende selv eller i den sindslidendes omgivelser kan i værste fald lede til eksklusion fra samfundslivet. Stigmatisering af personer med psykiske lidelser spiller også en rolle i forhold til de samfundsmæssige omkostninger forbundet med psykiske lidelser i form af udgifter til overførselsindkomster, tabt arbejdsfortjeneste og for sen eller ingen behandling. Denne situation genfindes i mange lande omkring os, og i bl.a. England, Skotland, Sverige, Canada, USA, Australien, New Zealand, Holland, Spanien og Japan såvel som i Danmark er der etableret nationale afstigmatiseringsindsatser i løbet af de sidste 5-10 år.